# Margot James
Margot James, née le 28 août 1957 à Coventry, est une femme politique britannique, membre du Parti conservateur.

## Biographie
Admiratrice de Margaret Thatcher, Margot James rejoint le Parti conservateur à 17 ans. Son engagement s'explique en particulier par sa défiance vis-à-vis des syndicats qui ont presque ruiné l'entreprise de son père dans les années 1970,. Elle quitte cependant le parti quelques années plus tard, notamment en raison des conditions du départ de Thatcher, et de son orientation sexuelle. Après une éducation dans le privé et à la London School of Economics, elle fonde un cabinet de conseil dans le domaine de la santé. Elle revend son cabinet en 2004 pour quatre millions de livres.
Elle retrouve le Parti conservateur en 2003 ou 2004. L'année suivante, elle est nommée vice-présidente du parti chargée des droits des femmes par David Cameron. Lors des élections législatives de 2005, elle se présente à la Chambre des communes du Royaume-Uni dans la circonscription Holborn and St Pancras, un fief travailliste. Elle termine en troisième position. Lors des élections de 2010, elle est élue députée de la circonscription de Stourbridge, un siège jusqu'alors détenu par la travailliste Lynda Waltho (en), qu'elle devance d'environ 5 000 voix. Elle est alors la première femme ouvertement lesbienne à représenter le Parti conservateur au Parlement. Elle est réélue en 2015, avec une majorité plus importante, de 6 694 suffrages sur le candidat travailliste Pete Lowe (46 % contre 31,5 %).
En juillet 2016, elle est nommée sous-secrétaire d'État parlementaire du Département des Affaires, de l'Énergie et des Stratégies industrielles puis ministre des petites entreprises, de la protection des consommateurs et de la responsabilité sociale des entreprises. Elle est réélue députée en 2017 avec 54,5 % des voix, devant Pete Lowe (38,3 %).
Le 18 juillet 2019, James démissionne de son poste de ministre d'État au Digital et aux Industries créatives, après avoir voté contre la possibilité de suspendre le Parlement pour favoriser un Brexit sans accord, proposition soutenue par son gouvernement. En septembre 2019, elle fait partie des 21 députés exclus du Parti conservateur pour avoir voté pour un ajournement du Brexit jusqu'en janvier 2020 si aucun accord n'est approuvé par le Parlement avant le 19 octobre,.